# León Dorado Jr.

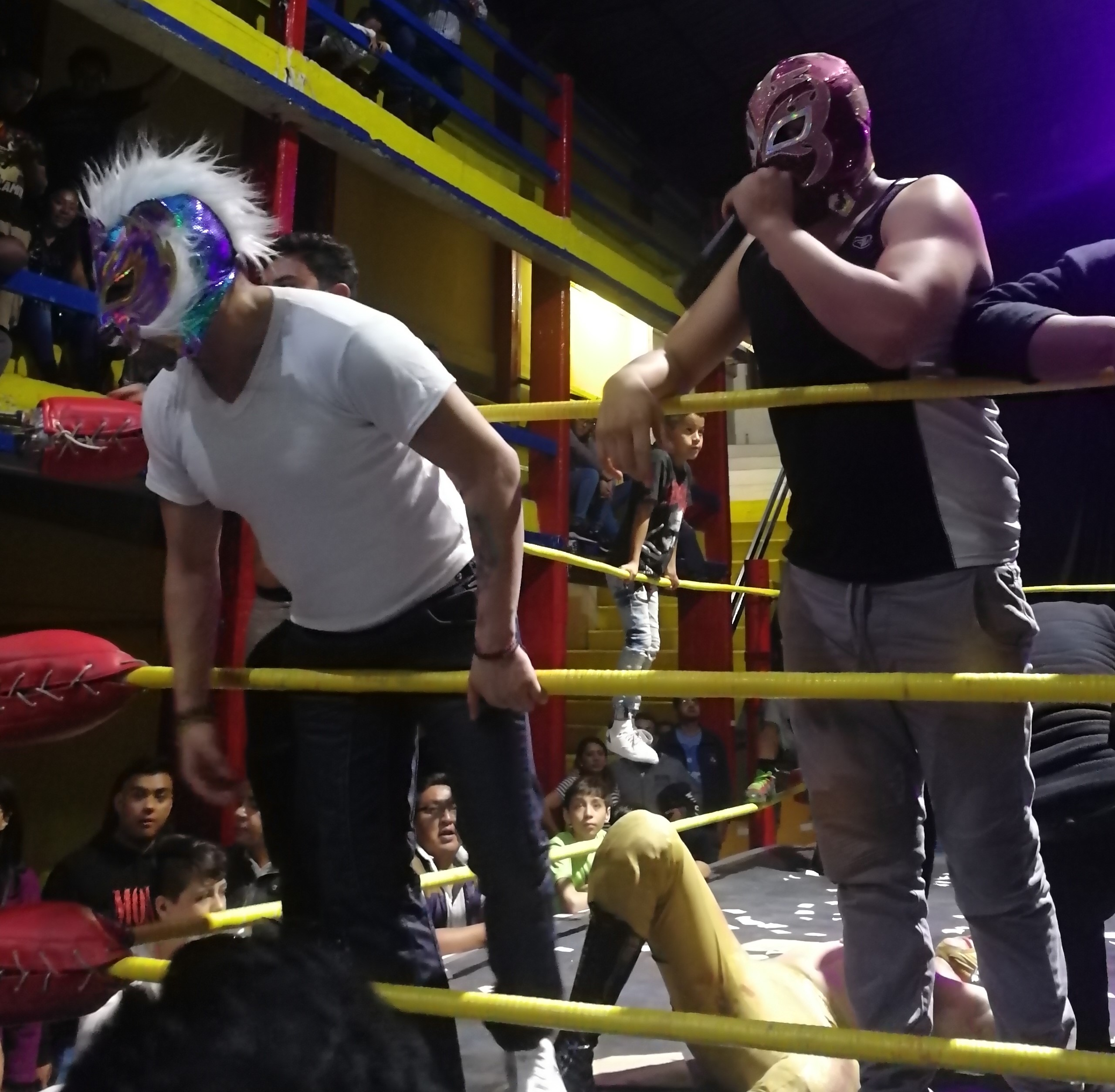
Som Metaleón, t.v. i bild.

León Dorado Jr., tidigare Metaleón, född 6 augusti 1989 i Mexico City, är en mexikansk fribrottare.
Han brottas under en fribrottningsmask och hans identitet är inte känd av allmänheten, vilket är vanligt inom lucha libre.

## Karriär
Debuterade 2009 som Metaleón och gjorde sig ett namn på den oberoende scenen under 2010-talet i förbund som Lucha Libre Elite, Grupo Internacional Revolución och Caralucha. Han gjorde också enstaka matcher i Lucha Libre AAA Worldwide, Mexikos största förbund.
I april 2019 besegrade Metaleón Tortuga Mike i en Lucha de apuestas, mask mot mask-match. Detta under Grupo Internacional Revolucións evenemenag Guerra del Golfo. I september 2020 förklarade han att han skulle byta namn från Metaleón till León Dorado Jr., som en hyllning till hans far som tidigare brottades under samma namn.